# Gregor Brück

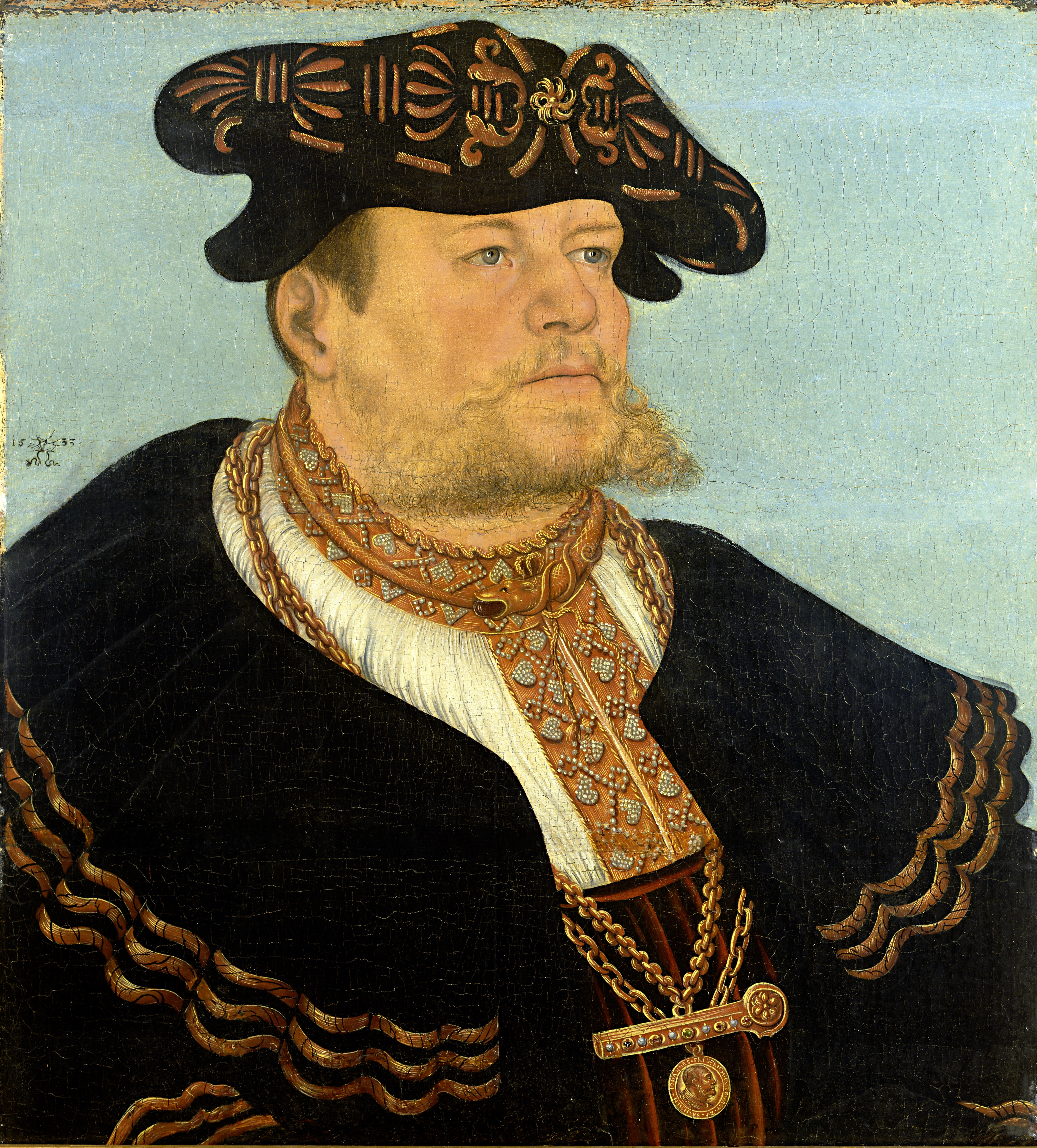
Gregor Brück 1533 nach einem Gemälde Öl auf Holz 41×38 cm von Lucas Cranach d. Ä. im Germanischen Nationalmuseum Nürnberg

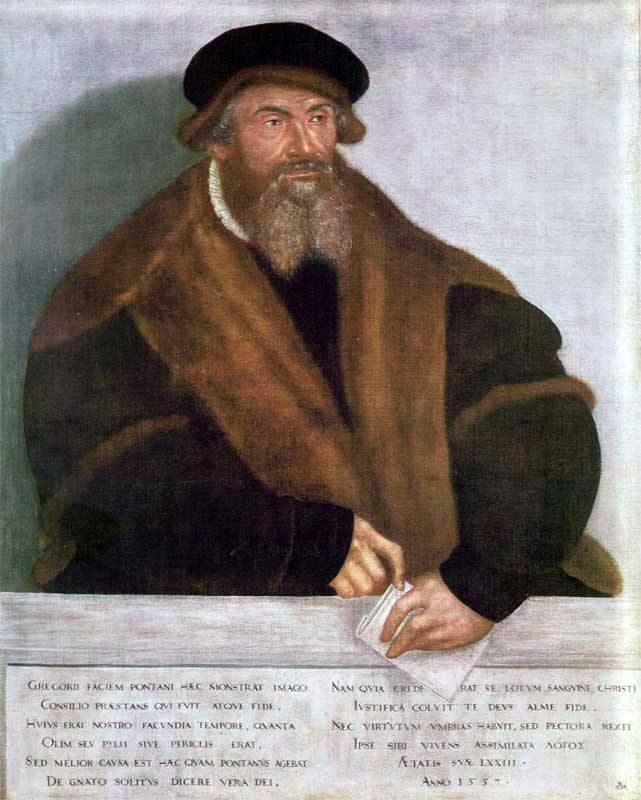
Gregor Brück 1557 nach einem Gemälde Öl von Lucas Cranach d. J.

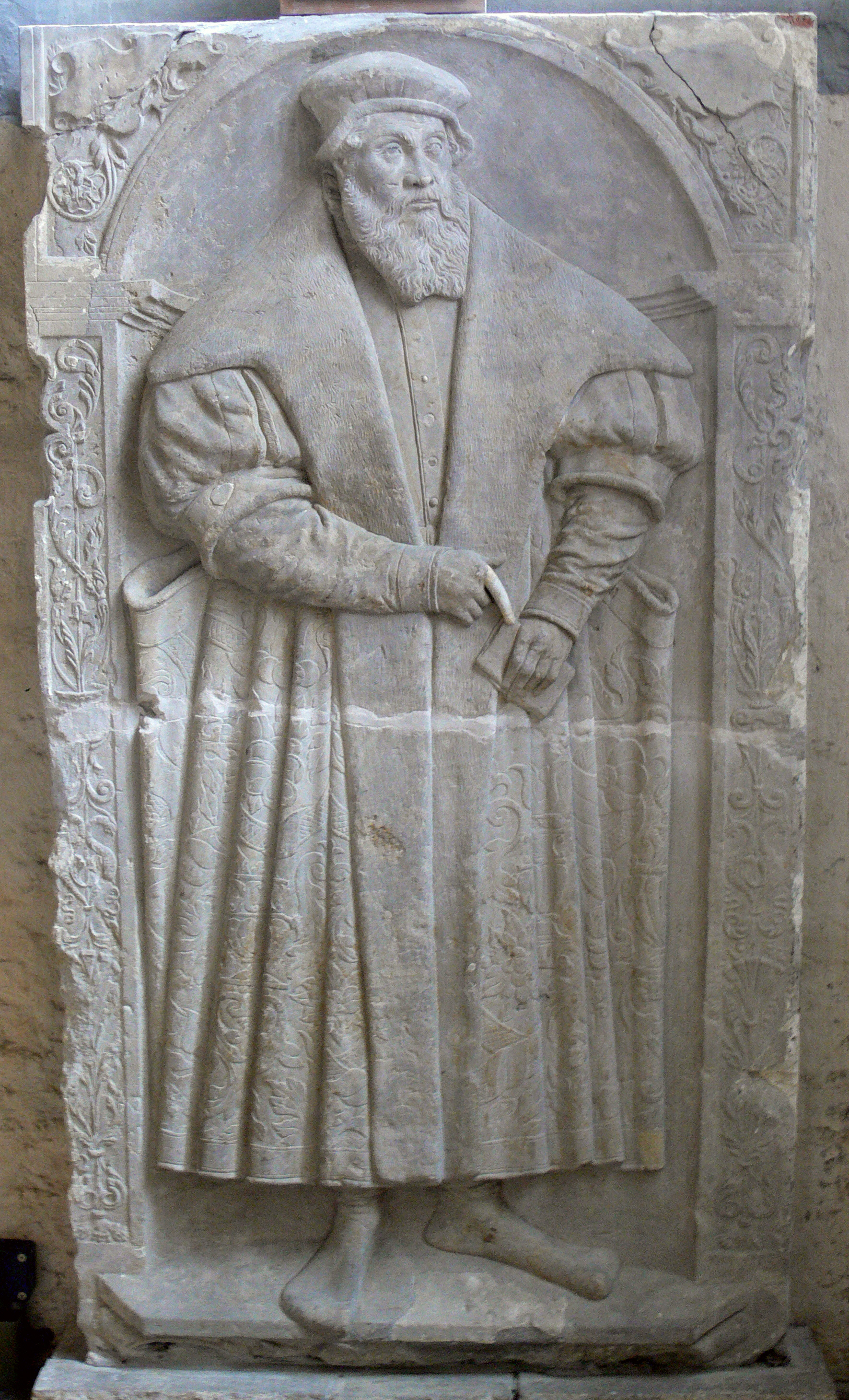
Epitaph von Gregor Brück in der Stadtkirche St. Michael in Jena

Gregor von Brück (eigentlich Gregorius Henisch, Heinse, Heintz, Heinis und anders geschrieben, latinisiert: Pontanus; * Ende 1485 in Brück; † 15. Februar 1557 in Jena) war ein Politiker und sächsischer Kanzler der Reformationszeit.

## Leben
Gregor von Brück wurde als Sohn des Schultheißen, nachmaligen Bürgermeisters und Ackerbürgers Georgius Heinse († 1527), in dem Landstädtchen Brück bei Belzig geboren. Seine Mutter ist unbekannt, Stiefmutter (Heirat 1525) war die Ursula Hemsendorf († 1529). Der katholische Theologe Simon Heins war sein älterer Bruder. Er wurde im Wintersemester 1502/1503 in der neu errichteten Universität in Wittenberg als „Gregorius Henisch de Bruck“ immatrikuliert, wo er am 22. Dezember 1505 Baccalaureus der freien Künste wurde.
Er studierte 1506 dann in Frankfurt/Oder und kehrte 1508 nach Wittenberg zurück, wo er sein Baccalaureat in den beiden Rechten am 14. März 1509 anmeldete. Nach sehr gut bestandenen Examen wurde er am 29. März 1509 durch Hieronymus Schurff promoviert. Unter dem berühmten Juristen Henning Göde wurde Gregor Brück in die juristische Praxis eingeführt, so dass er selbst zum gefragten Advokaten wurde.
1519 wurde er in den Wittenberger Rat gewählt. Der Kurfürst Friedrich der Weise verpflichtete ihn an seinem Hof als Hofrat. Er erschien 1520 erstmals als Kanzler des mitregierenden Bruders Johann des Beständigen und blieb dies bis Januar 1529. Mit diesem zog er beispielsweise zum Reichstag zu Worms, wo er verschiedene Verhandlungen führte. 1521 erhielt er in Wittenberg den Grad eines Doktors beider Rechte.
Als die Augustiner mit dem Beginn der Wittenberger Bewegung im Oktober 1521 die Abschaffung der Messe anstrebten, verhandelte er mit der Universität und dem Kapitel der Stadtkirche. So war er an vielen Angelegenheiten der Reformation beteiligt. Er begleitete und beriet seinen Kurfürsten auf den Reichstagen zu Speyer 1526 und 1529. Allerdings letzteres nicht mehr als Kanzler, denn dieses Amt gab er im Januar 1529 an seinen damaligen Mitstreiter Christian Beyer ab.
Dann war er auf dem Reichstag zu Augsburg am 25. Juni 1530, als das erste amtliche und bis heute verbindlich gebliebene Bekenntnis der lutherischen Kirchen, die Confessio Augustana, vor Kaiser Karl V. vorgetragen und überreicht wurde. Von Gregor Brück stammte auch die Idee, dass die Glaubensartikel schriftlich aufzusetzen und vorzutragen seien. Die von Christian Beyer vorgetragene deutsche Fassung der Augsburger Konfession rührt von ihm und er übergab an demselben Tage Kaiser Karl V. das lateinische Exemplar.
Am 22. September 1530 antwortete er im Namen der evangelischen Stände auf die Verlesung des Reichstagsabschiedsentwurfs zum Glauben. Er war zugegen bei der Gründung des protestantischen Bündnisses von Schmalkalden 1530. Weiterhin war 1531 an Unterhandlungen zwischen Katholiken und Protestanten im Frühjahr 1532 beim Konvent in Schweinfurt und Nürnberg beteiligt und er trug zum Zustandekommen des Religionsfriedens am 2. August 1532 bei.
Als der Kurfürst Friedrich der Weise verstarb, blieb er auch unter den neuen Landesherren Kurfürst Johann dem Beständigen und seit 1532 Kurfürst Johann Friedrich dem Großmütigen weiterhin am Hofe. So war er ab 1529 Assessor des Hofgerichts in Wittenberg und später Oberhofgerichtsassessor in Leipzig und Altenburg, bis er diesen Posten auf eigenen Wunsch am 26. Januar 1533 wieder aufgab. Durch diese Arbeiten wurde er zu einem unentbehrlichen Berater Martin Luthers und Philipp Melanchthons.
Nach dem Verlust der Kurwürde für die Wittenberger Linie 1547 (Johann Friedrich der Großmütige war ab 1547 nur noch Herzog des ernestinischen Landesteils) übte Gregor Brück sein Amt als sächsischer Hofrat nicht mehr aus. Er ging zunächst nach Weimar und wandte sich dann Jena zu, wo er sich als Professor der Rechte für die Gründung des Gymnasiums einsetzte, das nach seinem Tode am 15. Februar 1557 im selben Jahr zur Universität erhoben wurde.

## Genealogie
Über seine familiären Verhältnisse liegen nur stark abweichende Angaben vor, die von 11 bis 12 Kindern sprechen. Demnach war er in erster Ehe ab 1515 verheiratet mit Anna Bule († 17. November 1527), Tochter eines Wittenberger Ratsherren Kilian Bule und dessen Frau Ursula Zülsdorf. Die zweite Ehe schloss er Anfang 1535 mit Barbara († 4. April 1567 in Jena), Tochter des Jenaer Amtsschössers Sebastian Wöllner d. Ä. und seiner Frau Catharina (Leubel?). Bekannt sind die Kinder:
aus erster Ehe:
- Johannes Brück († 11. August 1534 in Wittenberg) ältester Sohn
- Christian Brück, sächsischer Kanzler, verheiratet mit Barbara, einer Tochter Lucas Cranachs d. Ä., Ahne Johann Wolfgang von Goethes. Die Nachkommen des Christian Brück, die Ehringsdorfer Linie, endete Anfang des 18. Jahrhunderts im Mannesstamm.
  - Kinder:
    - N.N. (Tochter) Brück, verheiratet 1565 mit Michael Cappel († 1567), Bürger in Saalfeld
    - Christian Brück († 1580), wurde 1574 mit Ehringsdorf, Großkröbitz und Hammerstedt mitbelehnt, verheiratet 1569 mit Ursula Cotta, Tochter des Bonaventura Cotta/Kotte, Bürgermeister in Eisenach
    - Barbara Brück († 24. Februar 1607), verheiratet 1. Mai 1568 mit Jacob Schröter dem Älteren, Bürgermeister in Weimar
    - Sibilla Brück († 1584), verheiratet mit Caspar Schön († 1579), Bürgermeister in Weimar, und in 2. Ehe am 30. Januar 1581 in Weimar mit Abraham Gärtner, Ratskämmerer und Goldschmied in Weimar
    - Euphrosyna Brück († 1588), verheiratet mit Johann Martini, fürstlich sächsischer Lehnssekretär in Weimar
    - Margaretha Brück († 1588), verheiratet mit Johann Magdeburg († 1620), fürstlich sächsischer Registrator und Ratsherr in Weimar
    - Veit Christian Brück († 1610), erbgesessen zu Ehringsdorf, Gerichtsherr zu Großkröbitz[5], verheiratet am 25. November 1583 in Weimar mit Magdalena, Witwe des Christoph Friedeaun († 1582), 1574–1582 fürstlich sächsischer Rentmeister in Coburg, und in 2. Ehe am 5. Februar 1593 in Weimar mit Dorothea Susanna Förster († 31. Mai 1599), Witwe des Balthasar Gromann, Ratsherr in Erfurt, und Tochter des Johann Förster, Hofrat und Lehnssekretär in Weimar, Herr zu Wickerstedt.
    - Elisabeth Brück († 1612), verheiratet am 24. Februar 1584 in Weimar mit Caspar Koch († 1615), Kastenherr und Tuchmacher in Weimar
    - Hans Wilhelm Brück († 1687), verheiratet am 15. August 1586 in Ehringsdorf mit Euphrosyna Friederaun († 1633), Tochter des Christoph Friedeaun († 1582), 1574–1582 fürstlich sächsischer Rentmeister in Coburg
- Gregor Brück II. († 12./19. Dezember 1557), Ratsmitglied in Wittenberg, erbgesessen zu Seegrehna, verheiratet mit Dorothea (Nachname unbekannt, begraben 20. Januar 1548) und in 2. Ehe Catharina Heintz, die Tochter des Weimarer Bürgers Hans Heintz.
  - Kinder:
    - Anna Brück († 1597), verheiratet mit Hans Formann, († 1580), Gegenkämmerer in Erfurt, und in 2. Ehe 1581 in Erfurt mit Hiob Stotternheim, († 1617), Bürgermeister in Erfurt
    - Gregor Brück IV. († 1586 in Porstendorf), erbgesessen zu Seegrehna, vom Diener erstochen, verheiratet 1573 mit Ottilie von Schlieben († 23. August 1599 in Seegrehna), die Tochter des brandenburgischen Hofmeisters Albrecht von Schlieben. Die Nachkommen dieser Linie tragen bis heute den Namen von Brück.
    - Heinrich Brück (vor † 1573)
    - Barbara Brück, verheiratet mit Martin Gabler aus Eger, Bürger in Karlsbad
- Euphrosina Brück († vor 1551), verheiratet 1538 mit Wolfgang Lauenstein († 1574), sächsischer Rat in Weimar,
- N.N. (Tochter) Brück († vor 1550), verheiratet 1540 mit Johanns Mayer, Kanzleischreiber,
- Barbara Brück († 11. Februar 1550), verheiratet mit Lucas Cranach d. J., Maler und Bürgermeister in Wittenberg

aus zweiter Ehe:
- Euphrosina Brück II. (1536–1563), verheiratet 1559 mit Veit Winsheim der Jüngere, Professor in Wittenberg, später königl. dänischer fürstlich holsteinischer Rat und Dechant der Kathedralkirche in Hamburg
- Gregor Brück III. († 2. Juli 1589 in Porstendorf), erbgesessen zu Porstendorf[6], verheiratet mit Helena Stümpfel, Tochter des Georg Stümpfel, Amtsvorsteher in Marienberg,
  - Kinder:
    - Johann Georg Brück († 15. August 1568 in Wittenberg im Alter von 3 Tagen)
    - Catharina Brück, verheiratet vor 1589 mit Hans von Germar, erbgesessen zu Gebesee, später zu Graitschen b. Bürgel,
    - Anna Maria Brück, verheiratet 1593 mit Moritz Christoph Marschall von Wülfershausen, erbgesessen zu Wülfershausen b. Arnstadt
    - Phillipp Brück II. (getauft 7. Juni 1574 in Wittenberg, † kurz vor dem 18. Februar 1593 in Porstendorf), erbgesessen zu Porstendorf, verheiratet mit Sibilla von Poseck († 1599 in Porstendorf)[7]
    - Helene Brück
    - Barbara Brück (getauft 27. Mai 1578)
- Caspar († 5. Januar 1541)
- Philipp († August 1616 in Obhausen), genannt 1584 als Amtmann zu Saaleck und erbgesessen zu Niemegk[6], ab 1598 zu Porstendorf (übernahm nach dem Tod seines Neffen Philipp Brück II. das Gut Porstendorf) und ab 1605 zu Obhausen, verheiratet mit Anna von Körbitz (noch 1616 als Witwe genannt[8])
  - Kind:
    - Barbara Maria Brück († 22. Februar 1632 in Farnstedt), verheiratet mit Christoph von Geusau († 1645), erbgesessen zu Farnstedt

Die Familie Brück wurde mit den Nachkommen der Brüder Christian Brück (Linie Ehringsdorf) und Gregor Brück II. (Linie Seegrehna) fortgeführt. Beide Linien waren seit der zweiten Hälfte des 16. Jahrhunderts landsässig und verwendeten ab dem 17. Jahrhundert das Adelsprädikat von.
Die Hauptgüter der Ehringsdorfer Linie waren bis nach 1672 Ehringsdorf, 1561 bis 1616 Großkörbitz und Ende des 17. Jahrhunderts Ottstedt (noch 1690 erschien Hans Caspar von Bredow als Pächter einer Hälfte des „Adelich Brückischen Guttes“ zu Ottstedt). Der letzte Erbsasse auf Ehringsdorf war Johann Christian von Brück (⚭ I. 1651 mit Regina Sabina von Neumark auf Teichwolframsdorf; verheiratet in zweiter Ehe mit Anna Rosina von Buchholz). Mit dessen Sohn Georg Christoph von Brück starb diese Linie 1731 aus.
Nachkommen der Linie Seegrehna gibt es noch heute. Die Hauptgüter dieser Linie sind Seegrehna (seit 1528) und Niemegk (seit 1526), und ab etwa 1663 Haubitz (b. Grimma), welches durch Sigmund Adolf von Brück (⚭ mit Sophie Elisabeth von Haubitz auf Haubitz) erworben wurde.